# Claudia Morin
Pour les articles homonymes, voir Morin.
Claudia Morin est une actrice française née en 1939.
Épouse du comédien François Timmerman, elle fut l'héroïne du feuilleton Coulisses (1986).

## Filmographie

### Cinéma
- 1982 : La Boum 2 de Claude Pinoteau : madame Fontanet

### Télévision
- 1975 : Au théâtre ce soir : La Complice de Jacques Rémy d'après un roman de Louis C. Thomas, mise en scène Jacques Ardouin, réalisation Pierre Sabbagh, Théâtre Édouard VII
- Feuilleton " les charmes de l'été" Thérèse Valquier
- 1977 : Les Folies Offenbach, épisode La Belle Hélène de Michel Boisrond
- 1978 : Les Folies d'Offenbach, épisode Les Bouffes Parisiens de Michel Boisrond

## Théâtre

### Comédienne
- 1967 : Frédéric de Robert Lamoureux, mise en scène Pierre Mondy, théâtre Édouard VII
- 1968 : Que ferez-vous en novembre ? de René Ehni, mise en scène Aldo Trionfo, Théâtre de Lutèce
- 1969 : Le Vison voyageur de Ray Cooney et John Chapman, mise en scène Jacques Sereys, Théâtre du Gymnase
- 1973 : La Complice de Louis C. Thomas et Jacques Rémy, mise en scène Jacques Ardouin, Théâtre Daunou
- 2009 : Le Songe de l'oncle de Fiodor Dostoïevski, mise en scène Stanislas Grassian, Théâtre de l'Épée de Bois

### Metteur en scène
- 1987 : Désir sous les ormes d'Eugène O'Neill, Théâtre de l'Athénée-Louis-Jouvet
- 1993 : Fin d’été à la campagne « La Villegiatura » de Carlo Goldoni, Théâtre 14 Jean-Marie-Serreau
- 1996 : Électre de Jean Giraudoux, Théâtre 14 Jean-Marie Serreau
- 2001 : La Profession de Madame Warren de George Bernard Shaw,   Théâtre 14 Jean-Marie Serreau